# 小米平板1
小米平板（MiPad）是一款由小米科技研发、富士康代工制造，使用Android系统MIUI平台的平板電腦。

## 历史
小米平板的曝光历史最早可以追溯到2012年2月。小米公司CEO雷军随后表示小米暂时不会进军平板电脑市场，相关评论也认为这样做更为明智。2013年8月，台湾媒体报道称小米平板已通过富士康测试，并且最早将于16日上市，并将继续小米先前的低价策略，为小米电视做铺垫（实际晚于小米电视释出）。2014年5月15日，小米平板释出，与之前外界主要猜测的千元以下低价不同，售价为1499/1699人民币（16/64G）。

## 不支持3G/4G上網
- 小米平板與其他平板電腦不同（例如iPad Air和Nexus 7），iPad Air和Nexus 7支持3G/4G上網，而小米平板不支持SIM卡，不能使用移动网络，只能使用WIFI连接网络。

## 外部連結
- 小米平板电脑——小米官网 （页面存档备份，存于）